# Miejskie Przedsiębiorstwo Komunikacyjne Białystok
Miejskie Przedsiębiorstwo Komunikacyjne Białystok – przedsiębiorstwo komunikacyjne z siedzibą w Białymstoku, działające w latach 1954–1991. Przedsiębiorstwo świadczyło usługi przewozowe komunikacji miejskiej na terenie miasta i miejscowości ościennych.

## Historia
Przedsiębiorstwo powstało w 1954 po przekształceniu się Miejskiego Zakładu Komunikacyjnego. Zakład ten dysponował jedną zajezdnią na 120 autobusów przy ulicy Jurowieckiej 44. Pasażerów woziły autobusy marki Chausson, MÁVAG oraz Star. W kolejnym roku przedsiębiorstwo posiadało 21 autobusów, którymi przewiozło w skali roku 9 mln pasażerów. Decyzją władz miejskich w 1960 w pojazdach należących do MPK wprowadzono zasady kasowania biletu przez pasażera, co wiązało się z wycofaniem konduktorów. Dziesięć lat później przedsiębiorstwo zakupiło nowe marki autobusów: San, Autosan, ZIS, Jelcz, a w latach 80. XX wieku także Ikarus. W 1977 uruchomiono drugą zajezdnię autobusową przy ulicy Składowej 11. Pod koniec lat 80. XX wieku przedsiębiorstwo obsługiwało 21 linii na terenie Białegostoku, przewożąc pasażerów 350 autobusami.

### Likwidacja
Pod koniec listopada 1990 sytuacja ekonomiczna białostockiego MPK była dość trudna. Urząd Miejski w Białymstoku przyznał zbyt małą dotację finansową, wycofano z tras 90 autobusów. Ceny biletów były wysokie, ale pokrywały tylko około 60% kosztów utrzymania przedsiębiorstwa. Wprowadzony został rygorystyczny program oszczędnościowy, nastąpiło obniżenie płac, nie było premii i nagród. Polityka władz miejskich dążyła ku temu, aby deficyt MPK pokryć poprzez podwyżki cen biletów. Organizacje związkowe w MPK sprzeciwiły się takiemu rozwiązaniu i powołały Komitet Strajkowy, na którego czele stanął Wiesław Rutkowski.
13 maja 1991 pracownicy zakładu rozpoczęli strajk. Zażądali dymisji dyrektora (zasiadającego na tym stanowisko od 1989 Wiesława Tomaszewskiego), podwyżek pensji i dyskusji nad przekształceniami własnościowymi przedsiębiorstwa. Do strajkujących zgłosił się z pomocą prawną mecenas Jerzy Korsak (wówczas właściciel jedynej prywatnej kancelarii adwokackiej w Białymstoku, potem członek Naczelnej Rady Adwokackiej) i przekonał ich, że aby odwołać dyrektora, trzeba rozwiązać przedsiębiorstwo. Niespodziewanie szybko, bo już 16 maja Rada Miasta postanowiła spełnić postulat pracowników i specjalną uchwałą rozwiązała MPK, czyniąc likwidatorem właśnie Jerzego Korsaka. Komitet strajkowy podpisał porozumienie. 17 maja Rada Miasta powołała w miejsce MPK: Zakład Obsługi Komunikacji Miejskiej i dwie spółki skarbu gminy. Pomysłodawcą był prezydent miasta Lech Rutkowski. Zarząd miasta przyznał następnie kredyt Wiesławowi Tomaszewskiemu na zakup 30 Ikarusów z byłej NRD, które zostały użyte do założenia prywatnej firmy przewozowej „Biatra”.
2 lipca 1991 w białostockim MPK wybuchł strajk, w odpowiedzi na niespodziewaną decyzję dyrekcji przedsiębiorstwa o zwolnieniu z pracy 250 pracowników oraz uchwałę rady miasta o podziale przedsiębiorstwa na dwie spółki skarbu gminy i Zakład Obsługi Komunikacji Miejskiej. Uczestnikami protestu byli niemal wyłącznie kierowcy i mechanicy. Prezydent miasta odmówił rozmów ze strajkującymi. Od akcji strajkowej odcięła się zakładowa „Solidarność”. Władze uruchomiły komunikację zastępczą przy pomocy wojska (ciężarówki) i łamistrajków zatrudnionych w nowych spółkach (mikrobusy). 17 sierpnia podczas nadzwyczajnej konferencji prasowej komitet strajkowy ogłosił przejęcie MPK w użytkowanie razem z całym majątkiem. Poinformowano o powstaniu Tymczasowego Zarządu Robotniczego (TZR) w składzie: Zbigniew Olechnicki, Stanisław Pruszyński, Zbigniew Borowski, Paweł Gawryluk, Marek Chorąży, Mirosław Sipika i Waldemar Dziumak. Strajk okupacyjny miał zostać przekształcony w strajk czynny. Oznaczało to, że pracownicy samodzielnie uruchomią komunikację miejską, zlecą wydrukowanie biletów, a wpływy przeznaczą na samoorganizację zakładu. Strajkujący podkreślali, że nie zabierają autobusów dla siebie, lecz chronią firmę przed rozgrabieniem. Tego samego dnia władze odcięły prąd i dopływ paliwa do zajezdni. 
28 sierpnia policja podjęła pierwszą próbę zajęcia zajezdni, jednak tłum krewnych uczestników strajku zagrodził im drogę. 2 września nastąpił drugi szturm na zajezdnię, tym razem skuteczny. Wyrzuceni z zakładu pracownicy kontynuowali protest przed bramą zajezdni, a dziewiętnaście z nich podjęło głodówkę, którą natychmiast potępił miejscowy biskup Edward Kisiel, mając powoływać się przy tym na piąte przykazanie. 8 września wieczorem Tymczasowy Zarząd Robotniczy wynegocjował z władzami utworzenie komunalnego przedsiębiorstwa komunikacyjnego, którego dyrektorem zostanie osoba wybrana przez załogę. Zgodnie z porozumieniem wobec uczestników strajku nie miały być wyciągane żadne konsekwencje i wszyscy mogli wrócić do pracy.
W wyniku reorganizacji 2 września 1991 doszło do podziału Miejskiego Przedsiębiorstwa Komunikacyjnego na 3 spółki miejskie, konkurujące ze sobą w zakresie obsługi komunikacji miejskiej:
- KPK – Komunalne Przedsiębiorstwo Komunikacyjne
- KPKM – Komunalne Przedsiębiorstwo Komunikacji Miejskiej
- KZK – Komunalny Zakład Komunikacyjny